# Team Fortress Classic
Team Fortress Classic è un videogioco di genere sparatutto in prima persona sviluppato e pubblicato da Valve Corporation il 7 aprile 1999. Il titolo è una versione rivisitata nel motore di Half-Life della mod Team Fortress per Quake uscita il 24 agosto 1996.

## Modalità di gioco
In Team Fortress Classic due squadre di giocatori si scontrano con lo scopo di raggiungere o conquistare l'obiettivo prestabilito della mappa di gioco, come il dominio di un'area di controllo o la cattura di bandiere. La caratteristica che differenzia Team Fortress Classic è la presenza di vari personaggi giocabili differenti: ad esempio, "Scout" è molto veloce, ma può sostenere poco danno; "Heavy Weapons Guy" è dotato di armi potenti e ben corazzato, ma i suoi movimenti molto lenti lo rendono un bersaglio piuttosto facile. Sono presenti altri sette personaggi, ognuno dotato di abilità e debolezze: "Sniper", dotato di fucile da cecchino; "Soldier", dotato di lanciarazzi; "Demolition Man" (o "Demoman"), abile con gli esplosivi; "Medic", dotato di un'arma curativa; "Pyro", dotato di lanciafiamme; "Spy", dotato delle abilità di fingersi morto e di mascherarsi da membro avversario; infine "Engineer", personaggio che può costruire torrette mitragliatrici automatiche.

## Sviluppo
La prima versione di Team Fortress, una mod gratuita per lo sparatutto arena Quake, è stata sviluppata da tre studenti universitari australiani e pubblicata il 24 agosto 1996. Negli anni successivi all'uscita, la mod è diventata una delle modifiche più popolari di sempre per Quake.
Nel 1999 gli autori di Team Fortress, mentre stavano già lavorando ad un seguito, sono stati assunti da Valve Corporation: qui hanno sviluppato Team Fortress Classic, inizialmente come mod per Half-Life in versione gratuita e poi in edizione stand-alone commerciale. TFC è stato dotato di nuove modalità di gioco, come la "VIP", dove occorre scortare un civile, o la "Football", dove si deve raccogliere una palla e segnare punti nella base avversaria.

## Opere correlate

### Altre versioni
La popolarità della mod Team Fortress ha dato vita ad una lunga serie di varianti e seguiti. Tra i più conosciuti è possibile ricordare Q3F per Quake III Arena, poi evolutosi in Enemy Territory Fortress (per Wolfenstein: Enemy Territory); Unreal Fortress per Unreal Tournament, e il seguito Unreal Fortress: Evolution; Fortress Forever, versione per Source Engine;  AvP2 Team Fortress per Aliens versus Predator 2.

### Sequel
Un sequel chiamato Team Fortress 2 è stato inizialmente annunciato nel 1998, ma dopo una prima posticipazione Valve Corporation smise di diffondere informazioni riguardo allo sviluppo per diversi anni, facendo diventare il titolo un esempio prominente di vaporware. Il gioco è poi uscito nel 2007, a 9 anni di distanza dall'annuncio iniziale, come parte della raccolta The Orange Box.